# Josef Klíma (1950)
Josef Klíma (Karlovy Vary, 9 gennaio 1950) è un ex cestista cecoslovacco.
È il figlio di Josef Klíma sr.

## Carriera
Con la Cecoslovacchia ha disputato i Campionati europei del 1973.